# Obernzenn

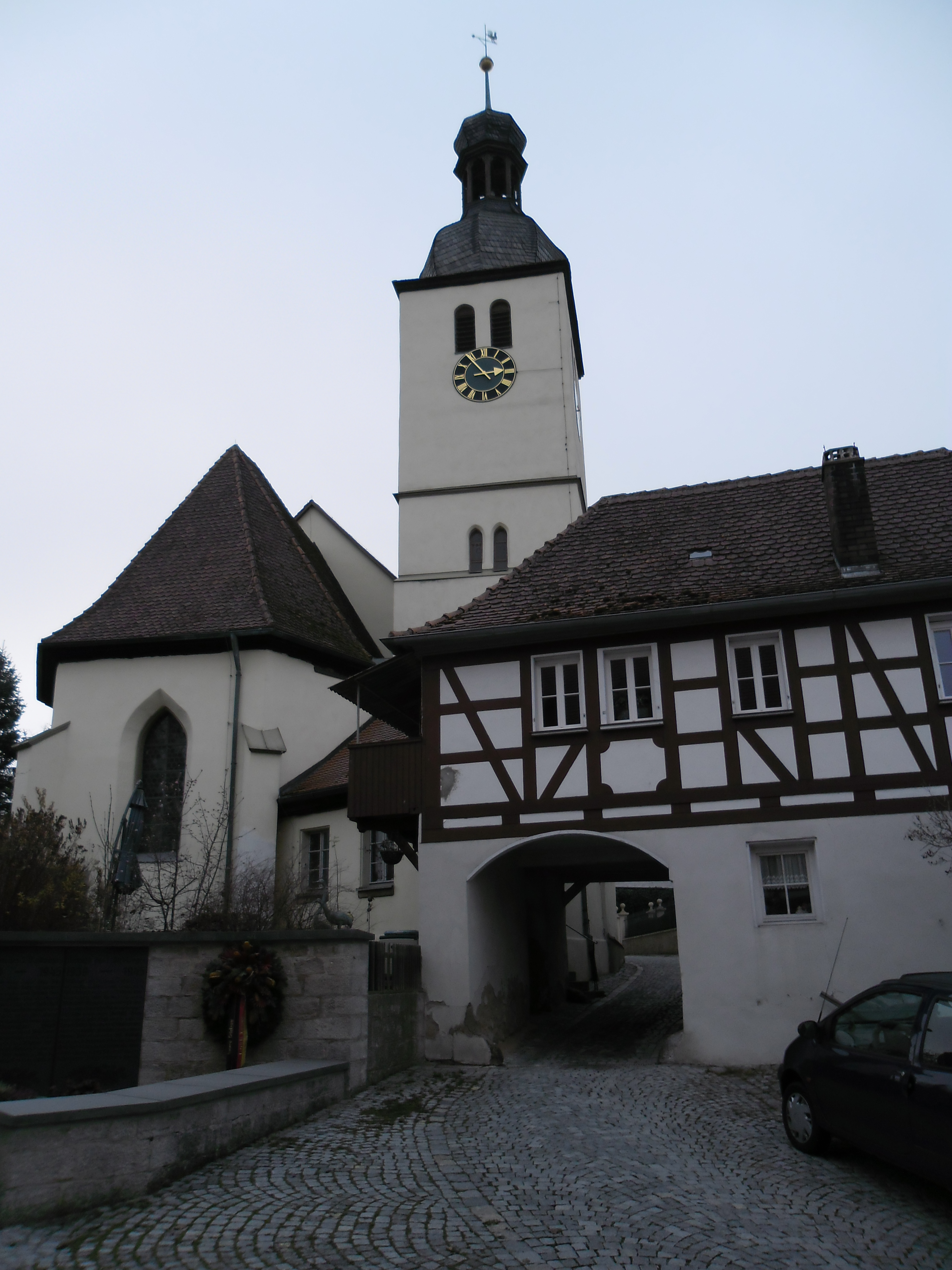
Obernzenn

Obernzenn – gmina targowa w Niemczech, w kraju związkowym Bawaria, w rejencji Środkowa Frankonia, w regionie Westmittelfranken, w powiecie Neustadt an der Aisch-Bad Windsheim. Leży we Frankenhohe, około 17 km na południowy zachód od Neustadt an der Aisch, nad rzeką Zenn.

## Dzielnice
W skład gminy wchodzą następujące dzielnice: 
| - Brachbach - Breitenau - Esbach - Obernzenn - Egenhausen | - Straßenhof - Rappenau - Unteraltenbernheim - Hechelbach - Unternzenn | - Limbach - Urphertshofen - Oberaltenbernheim - Wimmelbach |

## Współpraca
Miejscowość partnerska:
- Raschau-Markersbach, Saksonia

## Osoby urodzone w Obernzenn
- Christian Schmidt, polityk
- Johann Michael Zeyher, botanik